# Custer City
Custer City é uma cidade  localizada no estado norte-americano de Oklahoma, no Condado de Custer.

## Demografia
Segundo o censo norte-americano de 2000, a sua população era de 393 habitantes.
Em 2006, foi estimada uma população de 383, um decréscimo de 10 (-2.5%).

## Geografia
De acordo com o United States Census Bureau tem uma área de
1,6 km², dos quais 1,6 km² cobertos por terra e 0,0 km² cobertos por água. Custer City localiza-se a aproximadamente 540 m acima do nível do mar.

## Localidades na vizinhança
O diagrama seguinte representa as localidades num raio de 24 km ao redor de Custer City.